# Predigtstuhl (Lattengebirge)
Der Predigtstuhl ist ein 1613 m ü. NHN hoher Berg innerhalb des Lattengebirges in den Berchtesgadener Alpen und zählt neben Hochstaufen, Zwiesel und dem Untersberg zu den Hausbergen der Stadt Bad Reichenhall.  

## Erschließung
Der Predigtstuhl wird neben Wanderwegen seit 1928 durch die Predigtstuhlbahn erschlossen, die älteste sich noch im Originalzustand befindende Seilbahn der Welt. Die Bergstation mit Bergrestaurant und wegen notwendiger Sanierungsmaßnahmen seit 2014 stillgelegtem Berghotel befindet sich nahe dem Gipfel auf 1583 m Höhe. Von der seit 1954 verglasten Terrasse des Restaurants hat man eine Aussicht auf den gesamten Talkessel von Bad Reichenhall sowie die umliegenden Berge.
Etwa 200 m vom Hotel entfernt liegt die Teisendorfer Hütte, die seit 2004 von der Sektion Teisendorf des DAV als Selbstversorgerhütte geführt wird.

## Nutzung für Sport und Freizeit
Seit Betriebsbeginn wird die Predigtstuhlbahn überwiegend von Tagesausflüglern genutzt. Neben Einkehrmöglichkeiten in der Gaststätte in der Schlegelmulde ist der Predigtstuhl auch Ausgangspunkt für einfache und anspruchsvolle Wanderungen im alpinen Gelände. Die Fahrt mit der Bahn verkürzt auch die Länge einer Lattengebirgsüberschreitung erheblich. 
Der Gleitschirmclub Albatros Reichenhall hat in der Schlegelmulde und am Hochschlegel zwei gut frequentierte Startplätze für Gleitschirmflieger. 

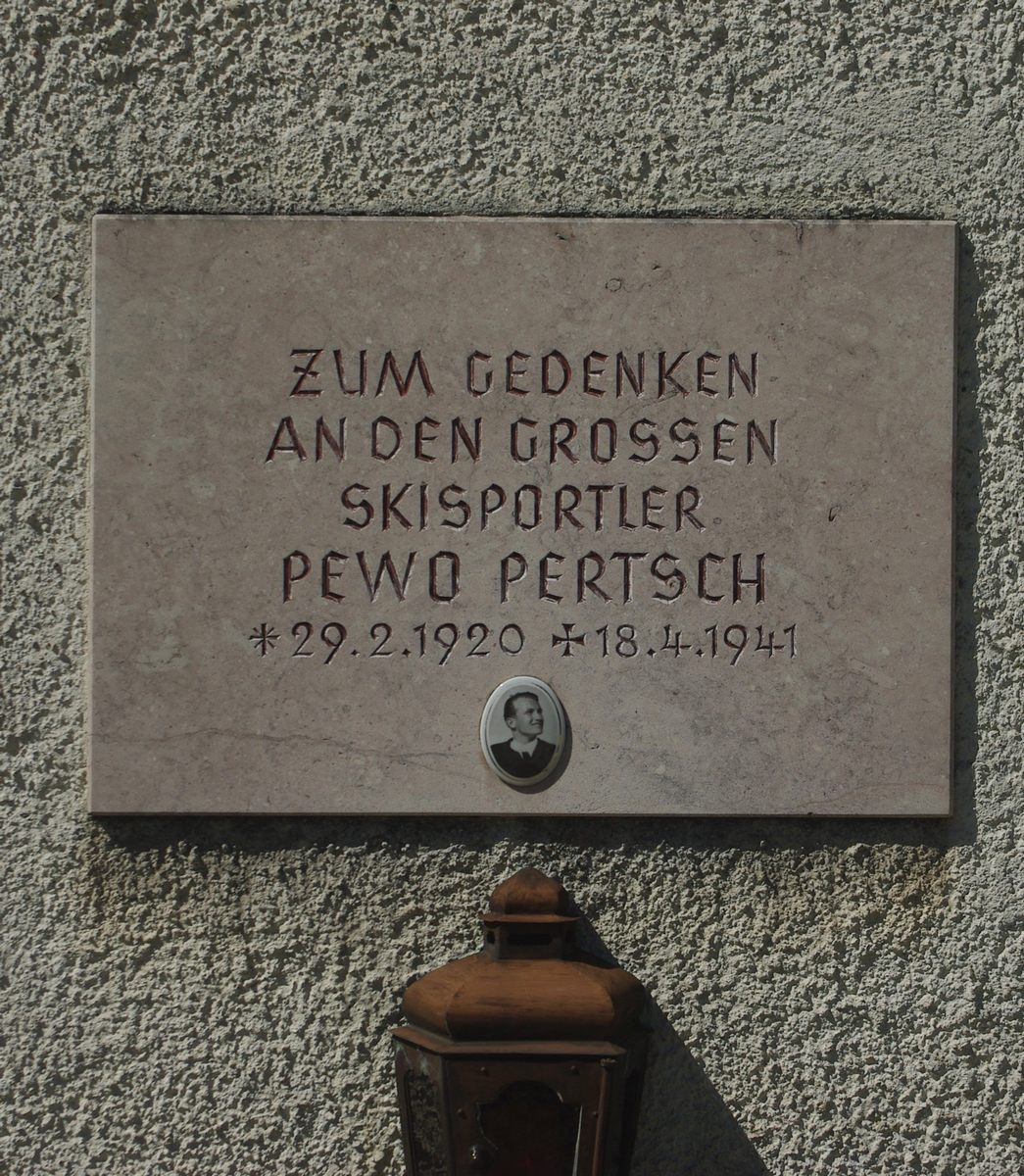
Gedenktafel für Pertsch auf dem Friedhof St. Zeno

Der Predigtstuhl wurde bereits in den Anfangsjahren der Predigtstuhlbahn von Wintersportlern genutzt. Bevor 1937 ein Schlittenlift von der Schlegelmulde auf den Hochschlegel 250 Personen in der Stunde transportieren konnte, waren Skitouren und Abfahrten ins Tal die einzigen Möglichkeiten, um am Predigtstuhl Ski zu fahren. Die auch für ungeübte Skifahrer geeignete Abfahrt über die Törlschneid nach Winkl durfte ab 1929 nach einem Einspruch des Forstamtes Bischofswiesen nicht mehr gekennzeichnet werden. Die bekannte und gefürchtete Nordabfahrt wurde im Oktober 1933 durch Hans Flatscher, einen Angestellten der Predigtstuhlbahn, entdeckt. Mit der Unterstützung des Stadtrates und des Skiklubs Bad Reichenhall konnte mit einem geringen finanziellen Aufwand für die Fällung der Bäume die Nordabfahrt von der Schlegelmulde über die Spechtenköpfe zum heutigen Festplatz an der Loferer Straße realisiert werden. Auf der Nordabfahrt, die gute Skifahrer in 20 bis 30 Minuten bewältigen konnten, wurden auch Skirennen ausgetragen. Der Reichenhaller Ausnahmeathlet und Weltklasseskifahrer Josef „Pewo“ Pertsch, der am 9. April 1941 im Alter von nur 21 Jahren am Fuß des Olymp in Griechenland fiel, hält mit 6 Minuten und 42 Sekunden bis heute die Bestzeit auf der Nordabfahrt. Ende der 1980er Jahre wurde die Nordabfahrt endgültig gesperrt, bis dahin sind neun Menschen bei der Benutzung tödlich verunglückt. 1956 wurde der Sessellift zwischen Schlegelalm und Predigtstuhl errichtet, 1974 wurde ein neuer Sessellift auf den Hochschlegel gebaut. Die Lifte waren bis 1994 in Betrieb, Pläne zur Wiedereröffnung des Skigebietes scheiterten in der Vergangenheit mehrfach.
1928 wurde am Hochschlegel eine Skisprungschanze errichtet, auf der Weiten bis 40 Meter möglich waren.

## Predigtstuhl als neuer Ortsteil
Nachdem die Predigtstuhlbahn 2009 Insolvenz anmelden musste, wurde diese zum 1. Januar 2013 durch die „Marga und Josef Posch GmbH & Co. KG“ erworben. Gleichberechtigter Gesellschafter der GmbH ist der Unternehmer Max Aicher. Im Zuge der Wiederaufnahme des Betriebs und des Ausbaus der Gastronomie am Predigtstuhl und auch im Hinblick auf die Wiedereröffnung des Hotels wurde durch Aicher die Schaffung eines neuen Ortsteils vorangetrieben. Zum Anfang des Jahres 2015 wurde Auf dem Predigtstuhl als zehnter Ortsteil der Stadt Bad Reichenhall amtlich eingetragen. Hintergrund war der Anschluss an das Kanalnetz, der nur dann staatlich gefördert wird, wenn die Leitungen innerhalb eines Ortsteils verlaufen. Zuvor wurden die Abwässer am Predigtstuhl über eine Klärgrube entsorgt.

## Trivia
Es gab Bestrebungen von privater Seite, auf dem Gipfel des Berges in der Nähe der Bergstation eine 55 m hohe Jesusstatue zu errichten. Sie sollte 22 m höher sein als das Vorbild in Rio de Janeiro. Ende Mai 2008 stellten der Initiator Harry Vossberg sowie der Künstler und Architekt Ludwig Valentin Angerer auf dem Predigtstuhl die Pläne für die Christus-Statue in einer Pressekonferenz vor. Der Stadtrat beschloss allerdings in seiner Sitzung vom 18. September 2008, dafür keine Baugenehmigung in Aussicht zu stellen.